# Siri
Siri (phát âm là /ˈsɪəri/) là một trợ lý cá nhân thông minh, là một phần của hệ điều hành iOS, iPadOS, watchOS, macOS, và tvOS của Apple Inc. Trợ lý dùng giọng nói và giao diện người dùng có ngôn ngữ tự nhiên để trả lời các câu hỏi, đưa ra các khuyến nghị và thực hiện hành động bằng cách chuyển các yêu cầu cho một bộ các dịch vụ Internet. Phần mềm này sẽ thích nghi với cách sử dụng ngôn ngữ, cách tìm kiếm và sở thích cá nhân của người dùng khi sử dụng. Kết quả trả lại được cá nhân hóa.
Siri là một sản phẩm phụ từ một dự án ban đầu được phát triển bởi Trung tâm Trí tuệ nhân tạo Quốc tế SRI. Công cụ nhận dạng giọng nói của nó được cung cấp bởi Nuance Communicationsvà Siri sử dụng công nghệ học máy tiên tiến để hoạt động. Những người lồng tiếng ban đầu ở Mỹ, Anh và Úc ghi lại giọng nói của họ vào khoảng năm 2005, không rõ về việc sử dụng của bản ghi trên Siri. Trợ lý thoại đã được phát hành dưới dạng một ứng dụng cho iOS vào tháng 2 năm 2010 và đã được Apple mua lại hai tháng sau đó. Sau đó, Siri đã được tích hợp vào iPhone 4S vào tháng 10 năm 2011. Lúc đó, ứng dụng riêng biệt cũng đã được xóa khỏi Cửa hàng ứng dụng iOS. Siri đã trở thành một phần không thể tách rời của các sản phẩm của Apple, đã được chuyển sang các thiết bị phần cứng khác trong những năm qua, bao gồm iPhone thế hệ mới, cũng như iPad, iPod Touch, Mac và Apple TV.
Siri hỗ trợ nhiều lệnh của người dùng, bao gồm thực hiện các tác vụ gọi điện, kiểm tra thông tin cơ bản, lập lịch trình các sự kiện, nhắc nhở, xử lý cài đặt thiết bị, tìm kiếm trên Internet, điều hướng, tìm thông tin về giải trí và có thể tương tác với các ứng dụng tích hợp trong iOS. Với việc phát hành iOS 10 vào năm 2016, Apple cho phép bên thứ ba truy cập vào Siri, bao gồm các ứng dụng nhắn tin của bên thứ ba, cũng như thanh toán, chia sẻ đi xe và các ứng dụng gọi qua Internet. Với việc phát hành của iOS 11, Apple đã cập nhật giọng nói của Siri cho rõ ràng và chân thật hơn; hỗ trợ các câu hỏi nối tiếp, biên dịch và thêm các hành động bổ sung của bên thứ ba.
Bản phát hành gốc của Siri trên iPhone 4S vào năm 2011 đã nhận được nhiều đánh giá trái chiều. Nó được khen ngợi về nhận dạng giọng nói và ngữ cảnh về thông tin người dùng, bao gồm các lịch hẹn, nhưng bị phê bình vì phải dùng lệnh cứng nhắc và thiếu linh hoạt. Nó cũng bị chỉ trích vì thiếu thông tin về địa điểm kế bên và không hiểu được một số phương ngữ tiếng Anh. Trong năm 2016 và 2017, một số báo cáo của các phương tiện truyền thông đã chỉ ra rằng Siri đang thiếu sự đổi mới, đặc biệt đối với các trợ lý mới từ các công ty công nghệ khác. Những nguồn trên chỉ ra giới hạn của Siri, nhận dạng tiếng nói tệ và việc tích hợp dịch vụ kém phát triển gây khó khăn cho Apple trong lĩnh vực trí tuệ nhân tạo và các dịch vụ dựa trên đám mây; người ta cho rằng lí do Apple chưa thể làm người dùng hài lòng là vì sự phát triển quá chậm chạp bởi họ ưu tiên bảo vệ quyền riêng tư người dùng, cũng như những cuộc tranh giành quyền lực trong công ty.

## Lịch sử